# Хмелёвка (нижний приток Неи)
Хмелёвка — река в Костромской и частично Кировской областях России, протекает по территории Поназыревского и Шабалинского районов, соответственно. Устье находится в 31 км по левому берегу реки Неи. Длина — 12 км. В 2,5 км от усять принимает слева реку Прудовка.
Река берёт начало в 14 км юго-восточнее Поназырево на территории Кировской области, однако течёт по ней только первые несколько сот метров, затем перетекает на территорию Костромской. Течёт на юго-запад по ненаселённому лесу, впадает в Нею напротив деревни Панино.

## Данные водного реестра
По данным государственного водного реестра России относится к Верхневолжскому бассейновому округу, водохозяйственный участок реки — Ветлуга от истока до города Ветлуга, речной подбассейн реки — Волга от впадения Оки до Куйбышевского водохранилища (без бассейна Суры). Речной бассейн реки — (Верхняя) Волга до Куйбышевского водохранилища (без бассейна Оки).
Код объекта в государственном водном реестре — 08010400112110000042049.